# یانا اویهووا
یانا اویهووا (انگلیسی: Jana Oľhová؛ زادهٔ ۳۱ دسامبر ۱۹۵۹) بازیگر اهل کشور اسلواکی است.
از فیلم‌ها یا برنامه‌های تلویزیونی که وی در آن نقش داشته‌است می‌توان به باتوری، زنبور هزار ساله، و شارلاتان اشاره کرد.